# Bivouac
 (mai 2020).
Si vous disposez d'ouvrages ou d'articles de référence ou si vous connaissez des sites web de qualité traitant du thème abordé ici, merci de compléter l'article en donnant les références utiles à sa vérifiabilité et en les liant à la section « Notes et références ».

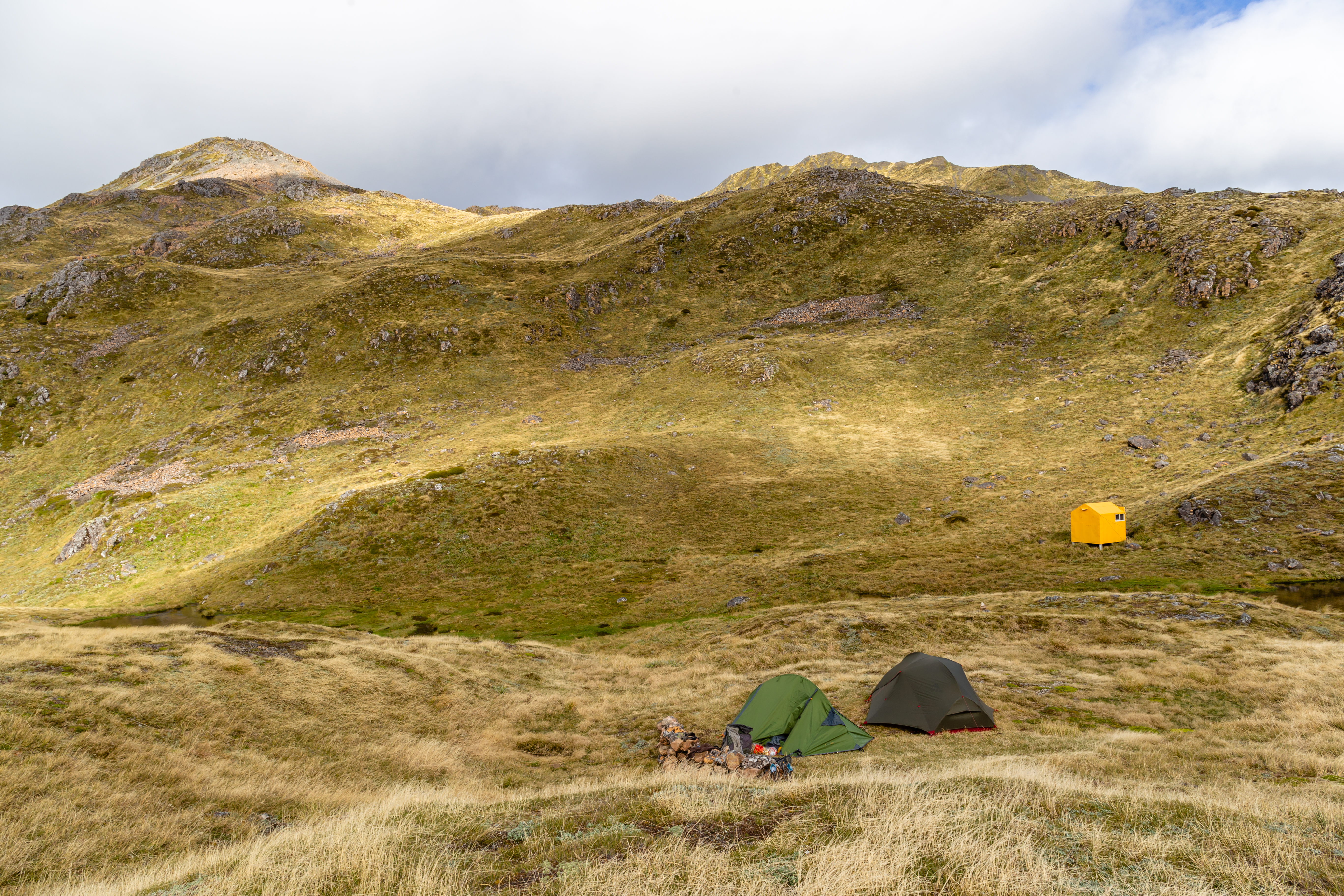
Bivouac en tentes légères en Nouvelle-Zélande.

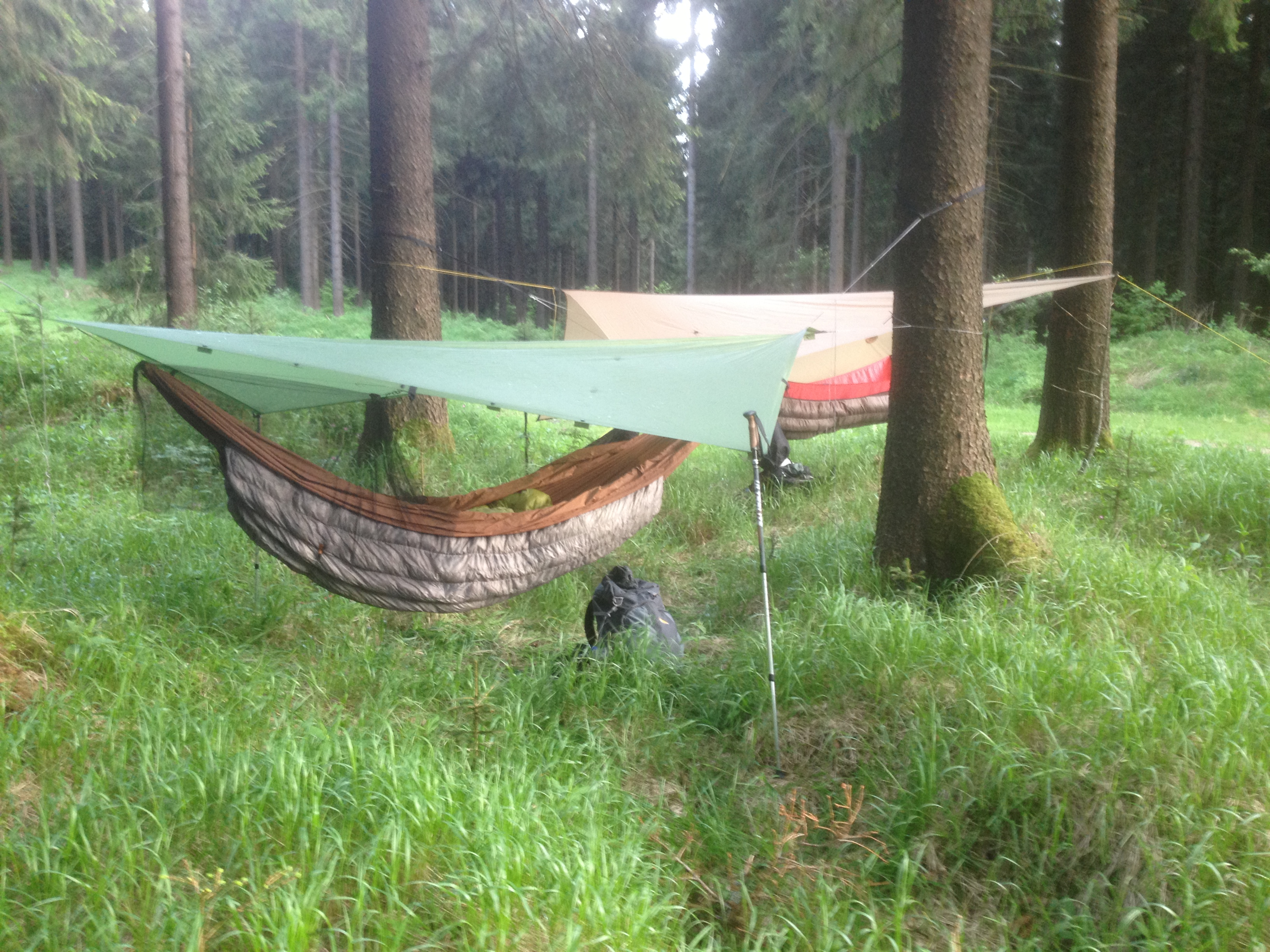
Bivouac en hamacs, protégés de la pluie par un tarp et munis de moustiquaires.

Un bivouac est un campement sommaire, temporaire et léger, monté du coucher au lever du soleil, et qui permet à une ou plusieurs personnes de passer la nuit dans un milieu sauvage (forêt, montagne, désert…) ou de s'abriter lorsque les conditions météorologiques l'imposent (pluie, orage, grêle, tempête). Il s'appuie généralement sur l'utilisation d'une tente légère (ne permettant pas la station debout) ou d'un hamac de voyage. Le bivouac peut également être dépourvu d'abri, on parlera alors de nuit à la belle étoile dans le langage courant.
Le bivouac est habituellement associé au trekking, à la randonnée pédestre, en VTT ou à ski, à l'ultra-trail (fastpacking), à l'alpinisme, au bikepacking ou encore au bushcraft mais peut également se pratiquer lors d'un voyage ou dans un contexte militaire. Du fait de sa durée limitée et de sa rusticité (simple sac de couchage à même le sol, duo hamac, trou à neige, igloo, tranchée, etc.) il diffère généralement du camping sauvage, dont il est un type particulier, au niveau de la réglementation. Ainsi, pour ne pas pénaliser les activités et sports de pleine nature, il est habituellement autorisé dans les parcs naturels avec le plus souvent une réglementation spécifique : horaires restreints, tente ne permettant pas la station debout, secteurs. L'autorisation de bivouaquer permet en outre d'éviter les risques d'une circulation de nuit dans certaines zones naturelles, notamment en raison d'un événement météorologique imprévu, de la difficulté physique d'un randonneur/pratiquant d'escalade ou encore d'une élévation inopinée du niveau des eaux.

## Dénominations
Le terme français « bivouac » est également utilisé en anglais depuis les guerres napoléoniennes. Il provient d'un mot de la langue allemande telle que parlée au Moyen Âge classique, biwacht, qui se décompose en bie- (aujourd'hui, bei-), « secondaire » et wacht, « surveillant. » Il faisait référence à la mission de surveillance externe des villes fortifiées, par opposition à la surveillance interne (fonction de police). Les soldats chargés de cette mission utilisaient des abris temporaires.
L'abréviation « tarp » de tout abri rapide à planter, désigne une bâche imperméable utilisée en remplacement ou en accompagnement d’une tente afin de créer un espace de protection contre les intempéries, le vent ou le soleil. Ses usages sont divers : bivouac, stockage du contenu des sacs à dos, coin cuisine. On peut également le tendre au-dessus d’un hamac de randonnée. Les combinaisons de montage peuvent nécessiter d’avoir des arbres à proximité, des bâtons de marche, voire des mâts télescopiques.

## Histoire

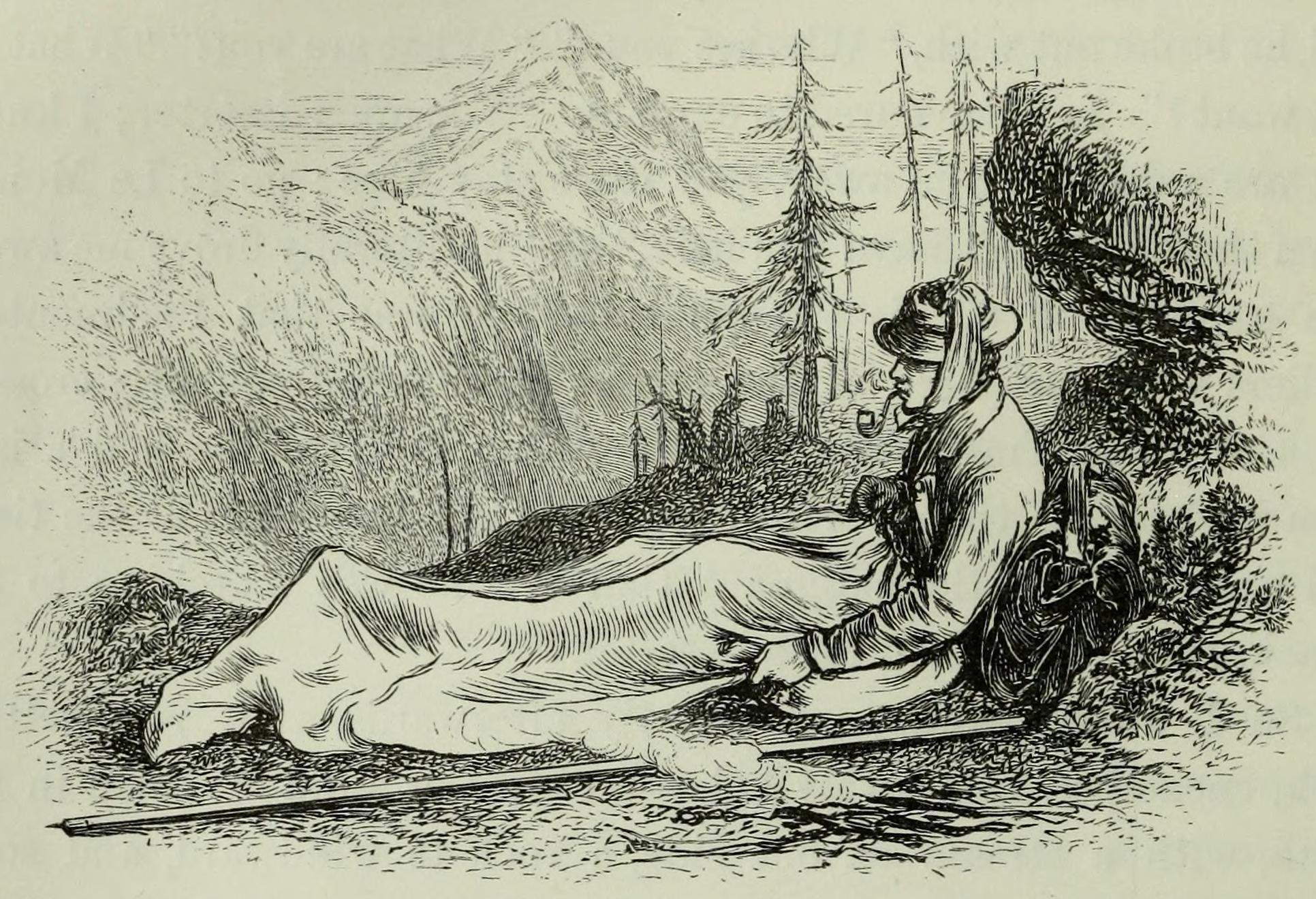
Bivouac au XIXe siècle.

Le bivouac est utilisé par Homo sapiens depuis la Préhistoire. À cette époque, les hommes pratiquaient le bivouac afin de pouvoir s'installer pour la nuit après de longues marches, chasses durant la journée ou bien à la suite d'aléas naturels.[réf. souhaitée].

## Types de bivouac

### Bivouac sans abri

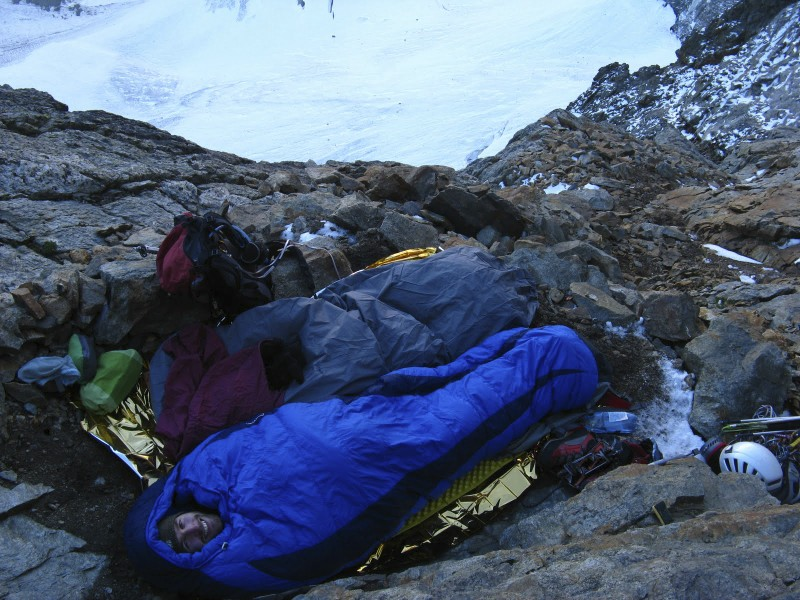
Bivouac d'alpinistes, sans tente, en haute-montagne.

Par temps chaud et sans vent, c'est-à-dire le plus souvent l'été dans les zones tempérées, il est possible de dormir sans aucune protection, dans l'herbe, sur un hamac, ou à même le sol. Toutefois, les adeptes des nuits « à la belle étoile » emportent la plupart du temps une couverture (sac de couchage, couverture de survie, draps, sac à viande) et un matelas (tapis de sol, matelas pneumatique ou autogonflant) pour le confort et l'isolation thermique. Dans certaines régions, une grande moustiquaire peut être nécessaire.
Le bivouac sans abri est également possible dans des conditions météorologiques plus délicates. L'utilisation d'un sur-sac protégeant de la pluie et de la rosée est alors souvent nécessaire. L'utilisation d'un sac de couchage conçu pour les basses températures s’avère indispensable par temps froid. La qualité du matelas de sol est tout aussi importante afin d'isoler de l'humidité. Lorsque l'on bivouaque dans la neige, un sur-sac est indispensable.
Dormir sans abri permet selon la législation d'éviter d'être en situation illégale de camping sauvage.

### Bivouac sous tente

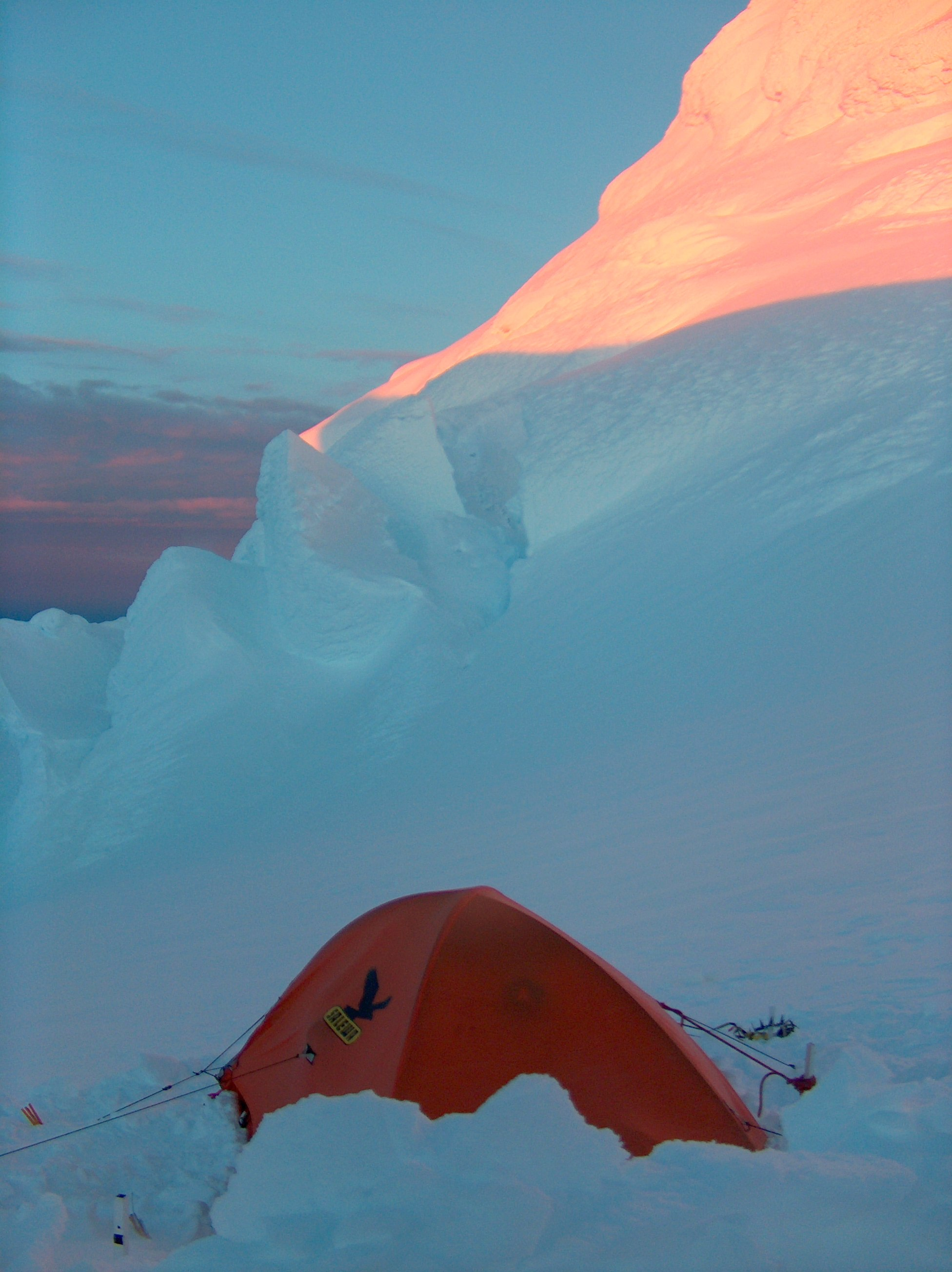
Bivouac dans la neige en montagne.

La tente est un abri couramment utilisé dans la plupart des bivouacs, appréciée pour son faible poids et sa rapidité de montage. Différentes conceptions permettent de s'adapter à toutes les situations : tente familiale, de randonnée, de cyclotourisme et vélo tout terrain, d'altitude, pour le désert ou la jungle, trois ou quatre saisons, etc.
Selon les pays le bivouac avec tente peut être assimilé à du camping sauvage, et de ce fait, être verbalisé s'il enfreint la réglementation en vigueur. Toutefois, il est généralement autorisé ou du moins toléré dans les parcs naturels afin de permettre les activités de type trekking ; par exemple dans le parc national de la Vanoise, le bivouac est autorisé mais seulement avec une tente de taille limitée ne permettant pas de s'y tenir debout.

### Bivouac en escalade
Selon la longueur ou la difficulté d'une escalade, il est alors possible d'effectuer un, voire plusieurs bivouacs au cours de l'ascension. C'est une technique couramment adoptée en haute montagne,, parfois en paroi en utilisant soit les plateformes naturelles souvent exiguës soit, pour les parois absolument verticales, en installant un portaledge, plateforme artificielle fixée au rocher avec des pitons, parfois couverte, permettant ainsi aux grimpeurs de passer la nuit à l'abri des intempéries.

### Abris constitués de neige

#### Trou à neige

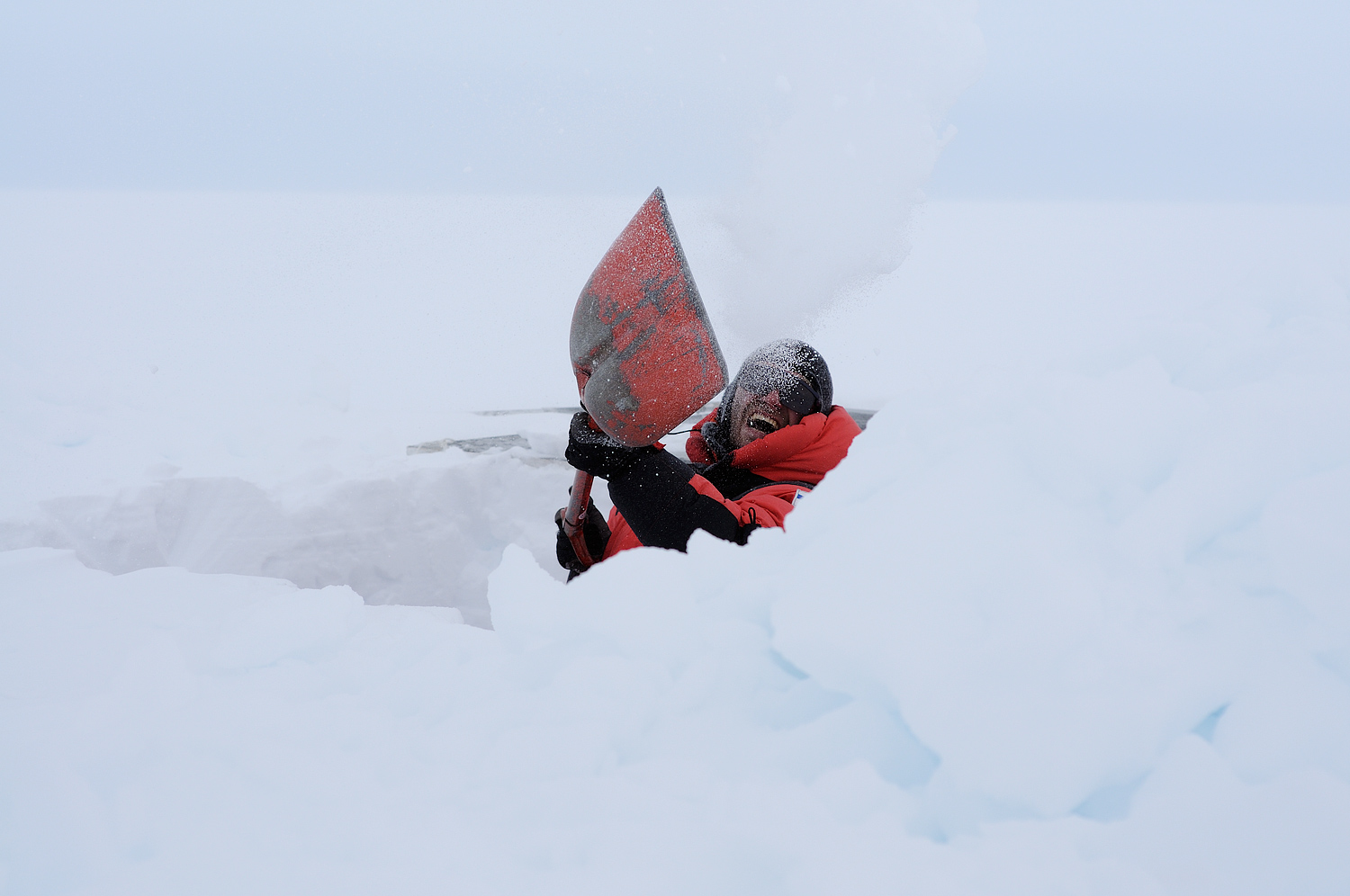
Construction d'un trou à neige.

La neige est un excellent isolant contre le vent et le froid de la nuit. Il est souvent difficile voire impossible de construire un igloo en raison de la qualité de la neige et d'un manque de temps. Un trou à neige est souvent plus facile à réaliser mais nécessite une quantité de neige suffisante. Pour cela, on utilise la sonde à neige pour évaluer l'épaisseur de neige puis on décide du meilleur endroit, d'une congère généralement, souvent dans les combes. À l'aide d'une pelle à neige, on creuse le trou en fonction du nombre de personnes. Compter un travail continu de 1 heure minimum pour 1 personne. Il est recommandé de confectionner de petites cheminées d'aération afin d'éviter la condensation à l'intérieur de l'abri. Prévoir un bloc de neige qui fera office de porte afin d'éviter la déperdition de chaleur.
Dans tous les cas, une attention particulière doit être portée au risque d’asphyxie par CO2. S'il neige pendant la nuit, la cheminée d'aération peut s'obstruer, ce qui engendre une accumulation du CO2 (sans odeur) et peut provoquer la mort si aucun apport d'air frais n'est assuré. S'il y a du vent, on peut éviter que la cheminée d'aération soit obstruée par la neige en y plaçant un bâton de ski par exemple, avec un morceau de tissu à son extrémité. Le vent fera continuellement bouger le bâton grâce à son action sur le bout de tissu. Le trou d'entrée ne devrait pas se fermer complètement et laisser passer un filet d'air. Dans tous les cas, la meilleure sécurité consiste à assurer un tour de veille afin de surveiller le bon fonctionnement de la cheminée d'aération. Un moyen simple, systématiquement utilisé par les troupes de montagne lorsqu'elles bivouaquent dans des abris à neige, est de laisser une bougie allumée toute la nuit. Son action est triple : elle chauffe l'intérieur de l'abri, offre de la lumière à la personne de garde et surtout sert d'alarme à dioxyde de carbone. Si la bougie s'éteint, cela signifie que l'oxygène est insuffisant, remplacé par le CO2. Il est donc urgent de pratiquer des ouvertures pour ne pas risquer l'asphyxie.
Il est possible également de créer un abri en recouvrant d'un épais manteau de neige, environ 90 à 100 cm, les sacs à dos, le matériel…, de bien tasser à l'aide de la pelle le dôme. Puis, il convient de planter à distance régulière sur tout le dôme à 20 cm de profondeur des bâtons de 30 cm de long. Il est ensuite nécessaire de laisser durcir l'ensemble plus ou moins longtemps selon la température ambiante. Les bâtons feront gagner en solidité l'ensemble et permettront de faciliter l'excavation du dôme en donnant une indication de limite à creuser et donc obtenir des parois d'environ 20 cm d'épaisseur. Le matériel est récupéré à ce moment-là, parfois plusieurs heures après avoir commencé le dôme. Il s'agit donc d'anticiper les besoins en matériel (pelle, vêtements, réchaud) nécessaire durant la construction du dôme.

#### Tranchée
Plus simple, une tranchée succincte recouverte d'un toit (bâche, bloc de neige, branches de sapin recouvertes de neige, dôme simple) permettra de se protéger efficacement contre le vent, qui est un facteur aggravant et souvent décisif en termes de survie, notamment lors de violentes tempêtes.

#### Tranchée avec alvéoles
Plus spacieuse que la tranchée, très efficace et moins chronophage que l'igloo, la tranchée avec alvéoles (une, voire deux alvéoles et même davantage) permet de s'isoler totalement de l'extérieur. Elle exige une bonne épaisseur de neige pour la réaliser. La tranchée, de la largeur des épaules, est recouverte d'une bâche (poncho, cape, couverture de survie) ou de skis posés à plat, semelles vers l'extérieur (pour ne pas couvrir les fixations de neige qui gèlera la nuit, rendant les skis inutilisables le lendemain) recouvertes de neige. Deux séries d'alvéoles souterraines sont creusées, de part et d'autre de la tranchée, séparées par des piliers. Le réseau d'alvéoles ainsi réalisé peut abriter jusqu'à vingt personnes. L'entrée des alvéoles est fermée à l'aide des sacs à dos. À l'intérieur, l'isolation phonique est totale et la température ambiante est de zéro degré. Elle peut remonter grâce à la chaleur corporelle et quelques bougies qui permettent aussi de vérifier la bonne ventilation de l'abri. S'il neige dans la nuit, ce type d'abri est totalement indécelable, contrairement à l'igloo. Par précaution, il convient donc de baliser le périmètre des tranchées (fanions, bâtons de ski ou rubalise) pour signaler leur présence à tout visiteur et pour faciliter la circulation notamment de nuit (risque de perforation et d'effondrement).

### Bivouac en spéléologie
En spéléologie, l'exploration de certaines cavités nécessite un bivouac. Un campement est installé pour éviter des allers-retours qui peuvent être épuisants entre la zone d'exploration et la surface. On peut utiliser des hamacs ou des matelas. Les sacs de couchage, la cantine, etc. sont descendus pour toute la durée de l'exploration qui peut nécessiter plusieurs expéditions. La localisation du bivouac doit être étudiée avec attention : il faut que l'endroit soit relativement sec, horizontal, à l'abri des courants d'air (pour le confort), éloigné des crues, mais néanmoins disposer d'eau (alimentaire) à proximité. Il ne doit pas être trop éloigné de la zone d'exploration. Parfois, une ligne téléphonique (avec possibilité de transfert de données) est tirée entre le bivouac et la surface pour tenir les explorateurs au courant des conditions météorologiques, ainsi que pour transmettre des données topographiques ou scientifiques (Lechuguilla, Siebenhengste). Certains bivouacs ont été installés post-siphon (par exemple, pour l'exploration de la Baerenschacht près de Beatenberg).

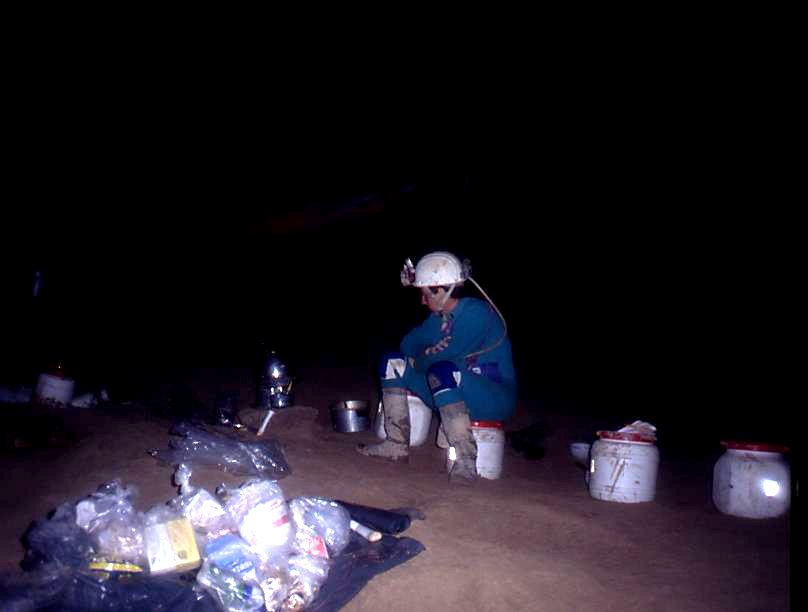
B.II au Faustloch Cuisine/salle à manger.
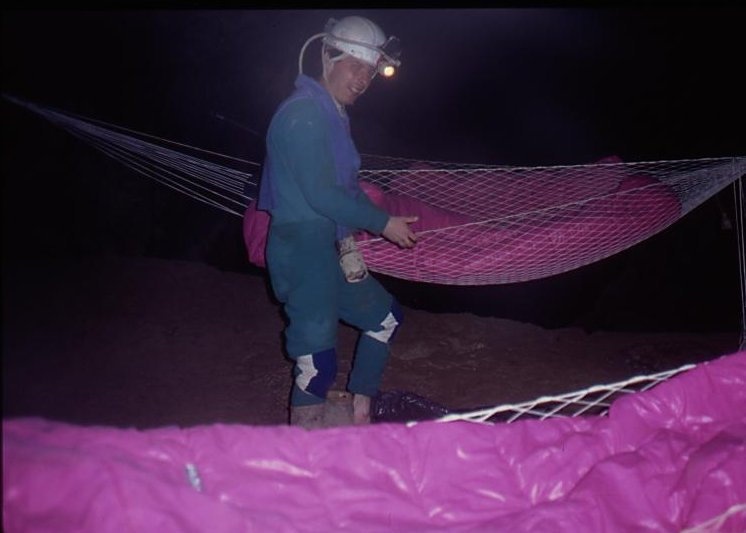
B.II au Faustloch Coin à coucher.
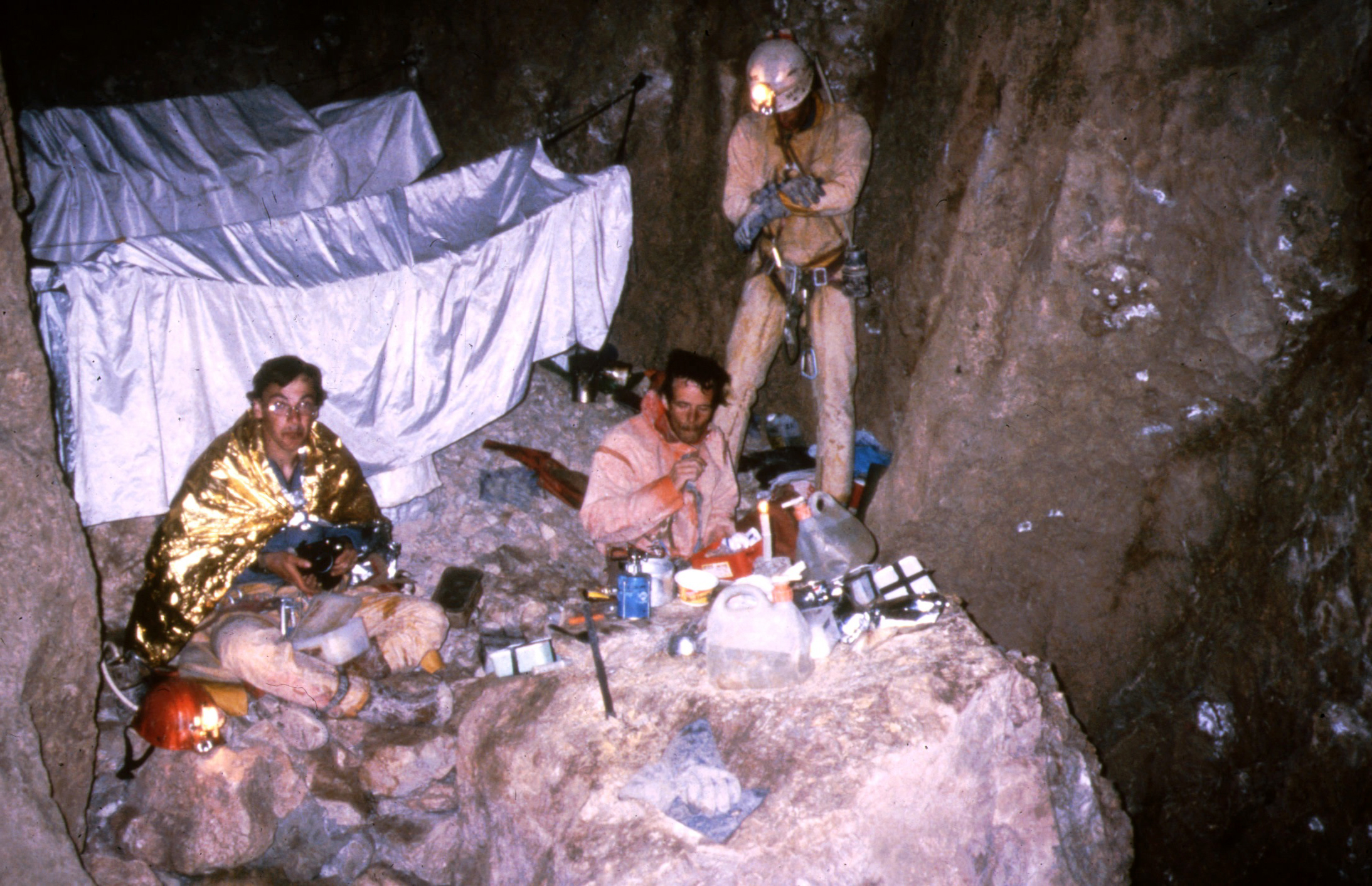
Bivouac installé en 1985 à la cote -680 m dans la sima del Trave (T2) du Sistema del Trave, Pics d'Europe, Espagne.
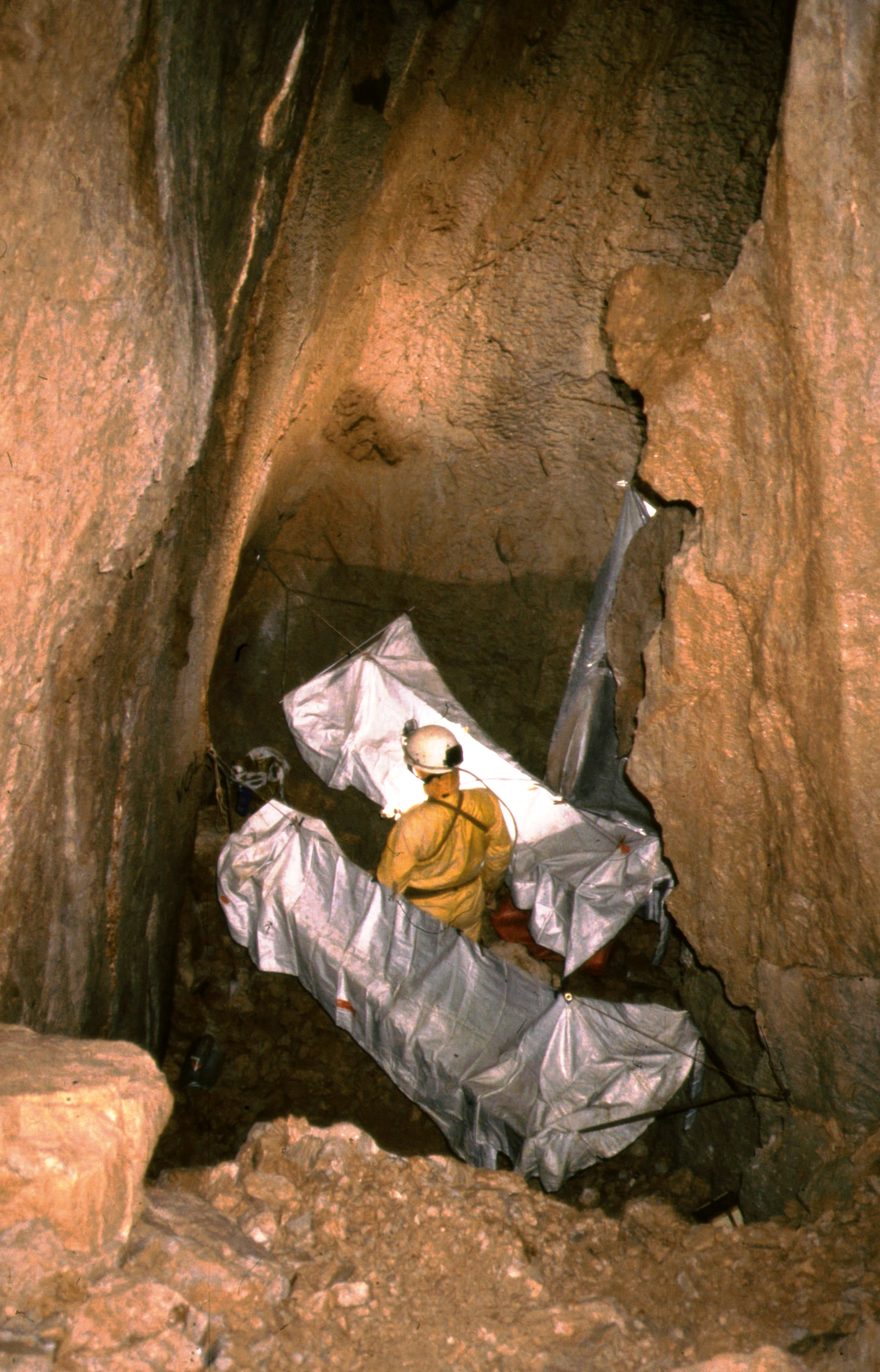
Hamacs chauffants installés en 1988 vers -755 m dans la Nouvelle branche du T10 du Sistema del Trave, Pics d'Europe, Espagne.

### Bivouac en canoë
Un canoë peut également servir d'abri (toit). L'essentiel sera de se protéger de l'humidité, du froid, de l'écoulement des eaux de pluie qui proviennent du sol, par des toiles en plastiques, bâches, couverture de survie ou des végétaux comme les fougères, les herbes, les écorces, etc.